# Звановский сельсовет
Звановский сельсовет — упразднённая административно-территориальная единица, существовавшая на территории Московской губернии и Московской области в 1924—1954 годах.
Теребетовский сельсовет был образован в 1924 году в составе Ошейкинской волости Волоколамского уезда Московской губернии.
В 1926 году Теребетовский с/с был переименован в Звановский сельсовет.
По данным 1926 года в состав сельсовета входили 2 населённых пункта — Званово и Теребетово.
В 1929 году Звановский с/с был отнесён к Лотошинскому району Московского округа Московской области. При этом к нему был присоединён Котляковский с/с.
17 июля 1939 года к Звановскому с/с было присоединено селение Круглово упразднённого Гавриловского с/с. 4 октября к Звановскому с/с было присоединено селение Малеево упразднённого Нововасильевского с/с.
28 декабря 1951 года из Новошинского с/с в Звановский было передано селение Карлово. Одновременно селения Котляки и Мармыли были переданы из Звановского с/с в Егорьевский.
14 июня 1954 года Звановский с/с был упразднён, а его объединена с Егорьевским с/с в новый Кругловский с/с.